# 新北市政府大樓

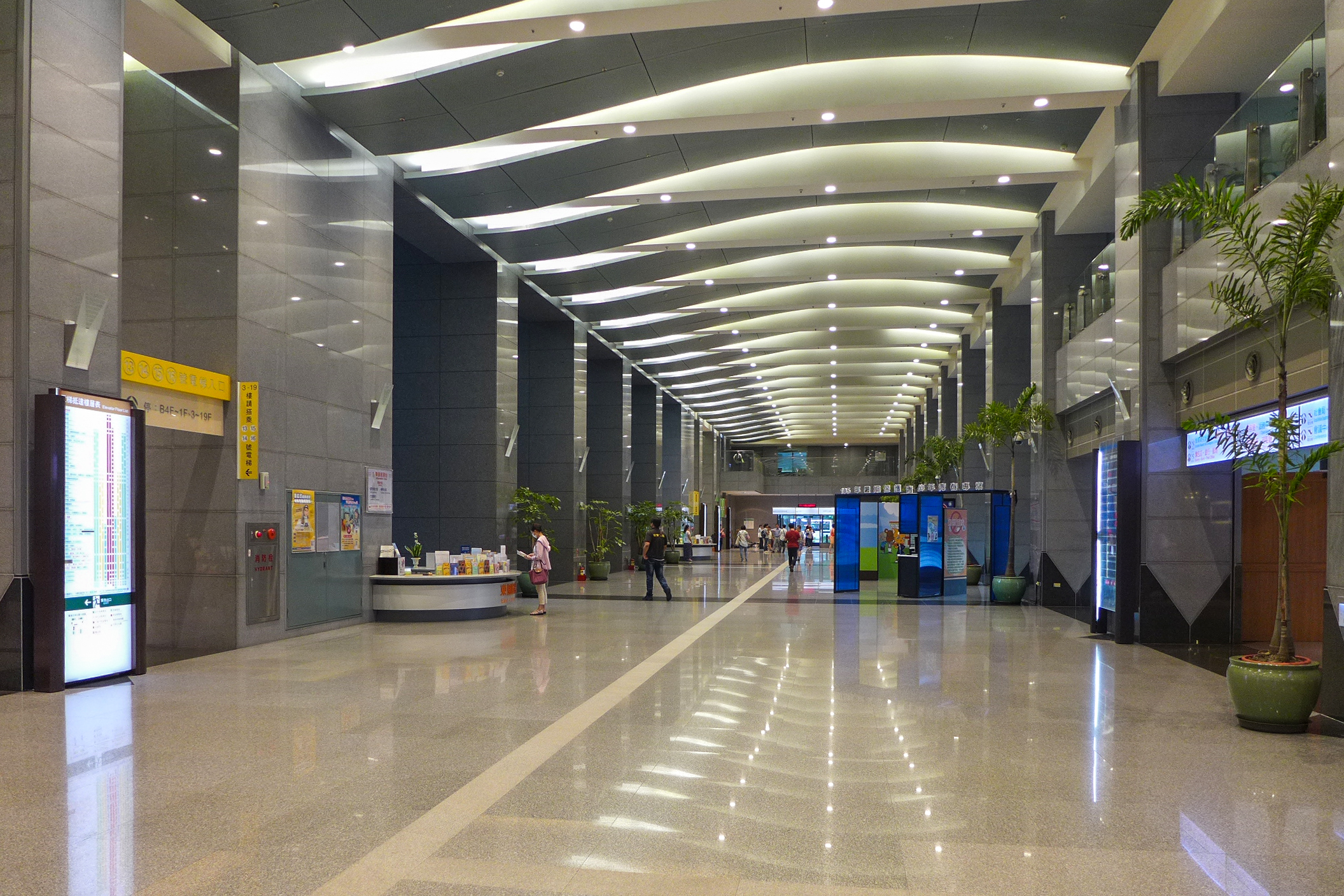
大樓大堂

新北市政府大樓（又名新北市政大樓、新北市市政大樓，舊名臺北縣政府大樓、臺北縣縣民大樓、臺北縣民大樓），是位於臺灣新北市板橋區的官署建築，為新北市政府所在地，樓高140.5米，共地上33層，地下4層，總樓地板面積15萬9千多平方米。臺北縣政府新大樓在前臺北縣縣長尤清任內規劃、蘇貞昌任內興建完成，2003年1月21日至3月16日分四梯次遷入辦公，2003年3月24日啟用。2004年臺灣燈會就於新縣府大樓前的縣民廣場舉行。大樓的32層設有向公眾開放的瞭望層，33層有景觀餐廳。

## 建築特色
大樓呈現類似雙塔的造型，外觀方正而宏偉，是新板特區數一數二的摩天大樓。門口玻璃帷幕內的彩繪牆面，是不少市民到行政大樓洽公時的第一印象，這兩面以陶板、不銹鋼和壓克力玻璃等材質構成的彩牆各是昭示著「建設的能量」與流動的風采兩項主題，前者以繽紛的幾何形象象徵新北市豐富而充滿活力的都市景觀，後者則以流經新北市的淡水河為意象，編織出一幅具有故鄉情感的影像。

## 停車資訊
市民廣場地下停車場 市民廣場東側（新站路）入口
市民廣場西側（新府路）出口
特專三停車場 縣民大道與站前路口
板橋車站地下停車場 板橋車站東側新站路上（在板橋車站旁）
板橋車站西側新府路上（在板橋車站旁）

## 交通路線

### 台北捷運
「 板南線 / 板橋站」 2號出口
「 板南線 / 板橋站」 3A出口（由地下道前往市府）
「 環狀線 / 板橋站」 4號出口

### 火車
板橋車站下車，步行5分鐘

### 高鐵
板橋車站下車，步行5分鐘

### 公車
「板橋公車站」下車， 步行約3-4分鐘。
公車
99、234、245、265、307、651、667、702、705、810、813、813區、847、926、926副、786、805、812、848、857、920、932、948、環狀線先導公車(982)、環狀線區間車(982區間)、藍32、藍33、藍37、藍 38、F501、F502、 1032、
「板橋車站(文化路)」下車，步行約8分鐘。
公車
264、310、656、701、793、806、910、930

### 開車
可停放市民廣場地下停車場 (收費每小時 20 元) 或板橋車站地下停車場 (收費每小時 30 元)或特專三停車場 (收費每小時 20 元)，本府地下室停車場不對外使用。

## 相關
- 新北市政府
- 新板橋車站特定專用區
- 板橋車站

## 其他地方政府市政建築
- 臺北市市政大樓
- 臺灣大道市政大樓
- 桃園市政府辦公大樓
- 臺南市市政大樓
- 高雄市市政大樓